# 900
900 (CM) fue un año bisiesto comenzado en martes (el enlace mostrará todo el calendario) del calendario juliano, en vigor en aquella fecha.
Es el año 900 de la era común, del anno Domini y del primer milenio, el centésimo y último año del siglo IX y el primer año de la década de 900. 

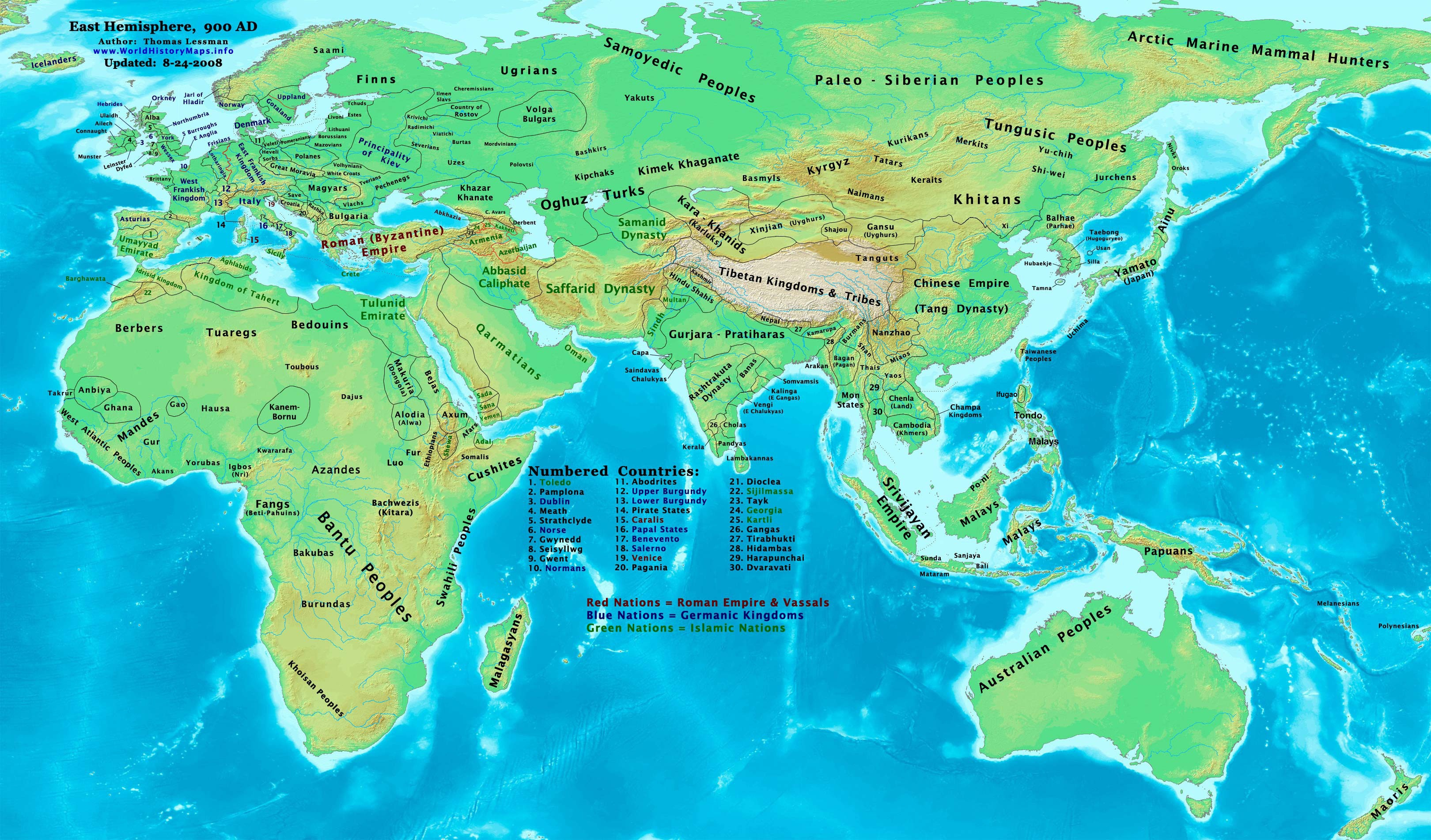
Hemisferio oriental en el año 900.

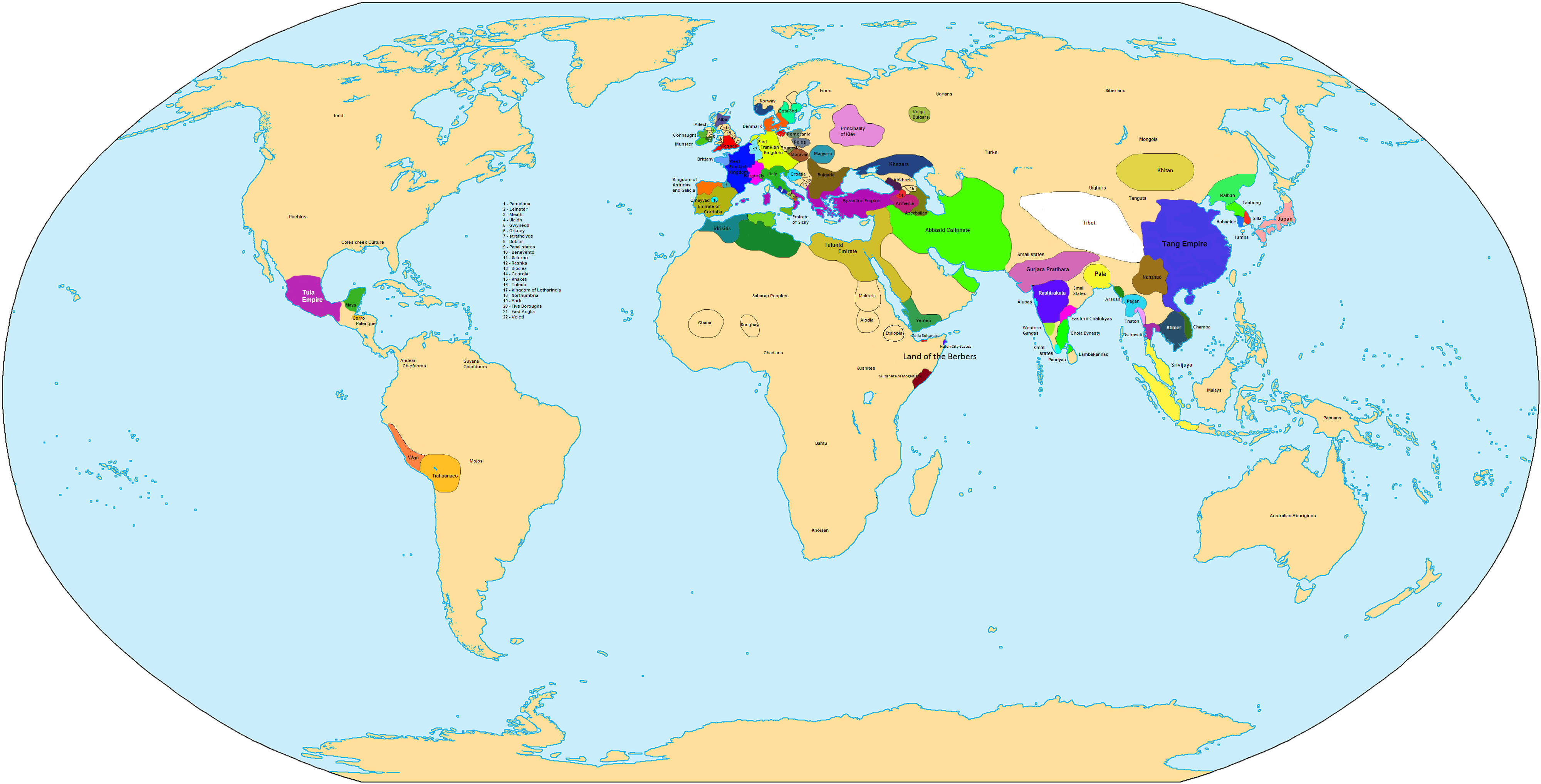
Mapa del mundo en el año 900.

## Acontecimientos
- Febrero: el papa Benedicto IV reemplaza al papa Juan IX.
- Fundación de Tollan-Xicocotitlan, más conocido como Tula.
- 21 de abril: año en el que se escribió la Inscripción sobre cobre de Laguna, el registro escrito más antiguo de las Filipinas.

## Nacimientos
- Abu Jafar Khazeni, Astrónomo y Matemático Persa.
- Berthold, duque de Baviera.

## Fallecimientos
- 5 de enero - Juan IX, papa.
- Domnall II - Rey de los pictos.
- Fulk El Venerable, arzobispo de Reims, asesinado por el conde Baldwin II de Flandes.